# Dimitra Kalendzu
Dimitra Kalendzu (grec. Δήμητρα Καλέντζου; ur. 3 stycznia 1978 w Atenach) – grecka koszykarka, występująca na pozycji rozgrywającej, olimpijka, po zakończeniu kariery zawodniczej trenerka koszykarska.

## Osiągnięcia
Na podstawie, o ile nie zaznaczono inaczej.

### Drużynowe
- Mistrzyni:
  - EuroCup (2010)[3][4]
  - Grecji (1998, 2000, 2004, 2008, 2010–2012, 2013)[5][4][6][7][8]
- Wicemistrzyni:
  - Superpucharu Europy FIBA (2010)[9]
  - Grecji (2015, 2016)[10][11]
- 3. miejsce w Eurocup (2011)
- Zdobywczyni Pucharu Grecji (2000, 2005, 2007–2009, 2010–2012)[12][13][7]
- Finalistka Pucharu Grecji (2006, 2014, 2016)
- Uczestniczka międzynarodowych rozgrywek:
  - Euroligi (2004/2005)
  - Eurocup (2008–2011)

### Indywidualne
(* – nagrody przyznane przez portal eurobasket.com)
- MVP:
  - sezonu ligi greckiej (2008)*[5]
  - Pucharu Grecji (2007)[12]
- Najlepsza zawodniczka*:
  - krajowa ligi greckiej (2008)[5]
  - występująca na pozycji obronnej ligi greckiej (2008, 2013)[5][8]
- Finalistka konkursu rzutów za 3 punkty ligi greckiej (2007)[12]
- Zaliczona do*:
  - I składu:
    - ligi greckiej (2008, 2013)[5][8]
    - zawodniczek krajowych ligi greckiej (2008, 2010–2013, 2016)[5][4][6][7][8][11]

  - II składu ligi greckiej (2010, 2011)[4][6]
  - III składu ligi greckiej (2014–2016)[14][10][11]
  - składu honorable mention ligi greckiej (2012)[7]
- Uczestniczka meczu gwiazd ligi greckiej (2008, 2011)[5][6]

### Reprezentacja
Seniorska
- Uczestniczka:
  - igrzysk olimpijskich (2004 – 7. miejsce)[15][16]
  - mistrzostw:
    - świata (2010 – 11. miejsce)
    - Europy (2005 – 10. miejsce, 2007 – 13. miejsce, 2009 – 5. miejsce, 2011 – 13. miejsce)

  - kwalifikacji do Eurobasketu (1999, 2001, 2007, 2009, 2013, 2015)
  - turnieju FIBA Diamond Ball (2004 – 4. miejsce)

Młodzieżowe
- Uczestniczka:
  - mistrzostw Europy U–18 (1994 – 9. miejsce)
  - kwalifikacji do Eurobasketu U–18 (1996)